# ميريام بولس (فنانة ومصورة)
ميريام بولس (من مواليد 1992) هي فنانة ومصورة أفلام وثائقية لبنانية. نُشرت أعمالها في مجلة فوغ ومجلة تايم و مجلة فانيتي فير، وغيرها من المجلات. كما شاركت في العديد من المعارض الفنية الدولية.

## النشأة والتعليم
وُلدت ميريام بولس عام 1992 في بيروت بلبنان . وتخرجت من الأكاديمية اللبنانية للفنون الجميلة بحصولها على درجة الماجستير في التصوير الفوتوغرافي عام 2015.

## الحياة المهنية الفنية
يعتبر مسلسل الرقة Tenderness، وطريق مسدود (2019)، والرجولة اللطيفة Douce Virilite، والأحد ، واللليلة (2015) من بين المسلسلات المشهورة لميريام.  وشاركت ميريام في معارض وطنية ودولية، مثل معرض فوتوميد، ومعرض بيروت الفني، ومعرض من المشرق إلى المغرب العربي بألمانيا، و أسبوع برلين للتصوير الفتوتغرافي، و معرض الأعمال الفرانكوفونية بكوت ديفوار، بالإضافة إلى غيرها من المعارض. كما شاركت في المعارض الجماعية في باريس، وأمستردام، وواشنطن العاصمة، وسان فرانسيسكو، نيويورك، وبرلين، وايطاليا. عُرضت أعمالها في عامي 2019 و2020 في معهد العالم العربي ومعهد الشرق الأوسط.
ظهرت صورها في العديد من المجلات الإخبارية والثقافية الوطنية والدولية مثل مجلة فوغ ومجلة تايم و مجلة فانيتي فير، وغيرها من المجلات. واشتهرت بمساهمتها في التقارير الدولية حول احتجاجات 2019 في لبنان وانفجار ميناء بيروت عام 2020، وخاصة لمجلة تايم. صُنف عملها في قائمة تايم لأفضل صور لعام 2020.
تشترك الآن في عمل يسمى مجموعة الجوزاء The Gemini Collective جنبًا إلى جنب مع الرسامة ميشيل ستاندجوفسكي (من مواليد 1960 ببيروت) وعالمة النفس لورا جوي بولس (من مواليد 1989ببيروت). تشارك ميريام بالإضافة إلى التصوير الفوتوغرافي في تأسيس مجلة "الحياة" النسوية ومقرها بيروت.

### الجوائز
حصلت على جائزة بنك بيبلوس للتصوير الفوتوغرافي (جائزة العدسة البنفسجية Purple Lens) في عام 2014. أقيم معرضها الفردي الأول في عام 2015.  كما تم ترشيحها لمعرض صور ماغنم Magnum Photos في أواخر عام 2021.

## المعارض

### المعارض الفردية
- "طريق مسدود" 2019، المعهد الفرنسي في لبنان، بيروت[25]

### المعارض الجماعية
- "إنها فوضى لبنان التي لاتجعلك تشعر بالراحة". 2020 ، معرض شارودو في باريس بفرنسا.[26]
- لبنان قديماً وحديثاً: التصوير الفوتوغرافي من 2006 إلى 2020 . 13 يوليو 2020-6 أكتوبر 2020، معرض MEI للفنون في سان فرانسيسكو بكاليفورنيا.[27]
- قريب بما فيه الكفاية: وجهات نظر جديدة من 12 مصورة . 29 سبتمبر 2022-9 يناير 2023، المركز الدولي للتصوير الفوتوغرافي بنيويورك.[28]